# Ugrin Csák
Ugrin Csák, Ugrinus, Hugolin, Ugolin ou Ugron († mort à la bataille de Muhi le 11 avril 1241) était un archevêque catholique hongrois et chancelier royal. Selon certaines hypothèses, il était apparenté à la famille royale.

## Biographie

### Carrière ecclésiastique
La famille Csák descendait de la branche Újlák, qui possédait des terres dans le comté de Szerém. Il devint prêtre et servit comme chancelier royal entre 1217 et 1219 sous le roi André de Hongrie lors de sa campagne en Terre Sainte. Élu à partir de 1219, archevêque effectif de Kalocsa entre 1219 et le 11 avril 1241. Le pape Honorius III le consacra évêque à Rome le 11 juin 1219. Il joua un rôle actif dans la publication de la Bulle d'or en 1222 et de la Charte d'Esztergom en 1231. Le roi André II lui confia le banat de Bosnie, Só et Ozora, ainsi que le château de Pozsega, à condition qu'il éradique l'hérésie des Bogomiles. À cette fin, il fit construire des châteaux en Bosnie.
Le 20 janvier 1229 – sur sa suggestion – il reçut du pape Grégoire IX la mission d'organiser l'évêché de Szerém avec son siège à Banoštor, et il commença la reconstruction de la cathédrale de Kalocsa. En mai 1230, il fut arbitre dans le conflit de propriété entre Stjepan II Babonić (István Buzád), évêque de Zagreb et les Templiers; l'évêque Vaska, les Templiers devinrent les propriétaires de Rajeszka. En 1234, il fit construire un hôpital et une maison d'aumônes à Bač. Il fut à nouveau chancelier royal entre 1230 et 1235. Grégoire IX lui confia une enquête sur les impôts nationaux en 1235.

### Carrière militaire
L'archevêque, qui s'apprêtait à assister au concile convoqué à Rome par le pape Grégoire IX à la fin du mois de mars 1241, fut rappelé par le roi, avec d'autres évêques, à la nouvelle de l'approche des Tatars. Les Tatars franchirent la Col de Verecke le 12 mars, vainquirent l'armée du Palatin Dénes de Tomaj et, 3 à 4 jours plus tard, attaquèrent le camp hongrois en contrebas de Pest, brûlèrent Vác « à portée de main » et chassèrent l'archevêque, blessé lors de l'affrontement, en exil. L'archevêque – qui, selon des sources contemporaines, était un soldat vaillant, un guerrier intrépide, mais aussi un homme puissant et arrogant – retourna au camp avec un sentiment d'estime de soi insulté et exigea une bataille immédiate ; et ses paroles ont trouvé des adeptes. L'armée hongroise dirigée par Béla IV arrive sur les rives du Sajó les 8 et 9 avril, où la ville de Muhi, situé sur sa rive droite, commence à peine à établir un camp fortifié. L'affrontement eut lieu le 11 avril et se termina par la défaite des troupes hongroises. L'archevêque Ugrin est tombé au combat lors de la bataille de Muhi, avec plusieurs autres archevêques.

## Note et références
- (hu) Cet article est partiellement ou en totalité issu de l’article de Wikipédia en hongrois intitulé « Csák Ugrin (kalocsai érsek) » (voir la liste des auteurs).

1. ↑  Dr István Diós Lexique catholique hongrois, vol. 2, Maison d'édition Szent István, Budapest, 1993. p. 327
2. ↑  János Zsolt Pintér Tatars et Hongrois (1241-1242). Dans : Bulletins d'histoire militaire, vol. 118, n° 3, pp. 672-683, septembre 2005